# Ді Ї
Ді Ї (кит. трад.: 帝乙; піньїнь: Di Yi) — фактично останній правитель Китаю з династії Шан, син і спадкоємець Вень Діна. Фактично країною правив Чжоу.